# (45300) Thewrewk
(45300) Thewrewk est un astéroïde de la ceinture principale.

## Description
(45300) Thewrewk est un astéroïde de la ceinture principale. Il fut découvert le 1er janvier 2000 à Piszkesteto par Krisztián Sárneczky et László L. Kiss. Il présente une orbite caractérisée par un demi-grand axe de 3,10 UA, une excentricité de 0,08 et une inclinaison de 10,2° par rapport à l'écliptique.

## Compléments